# KOBE de 清盛 2012

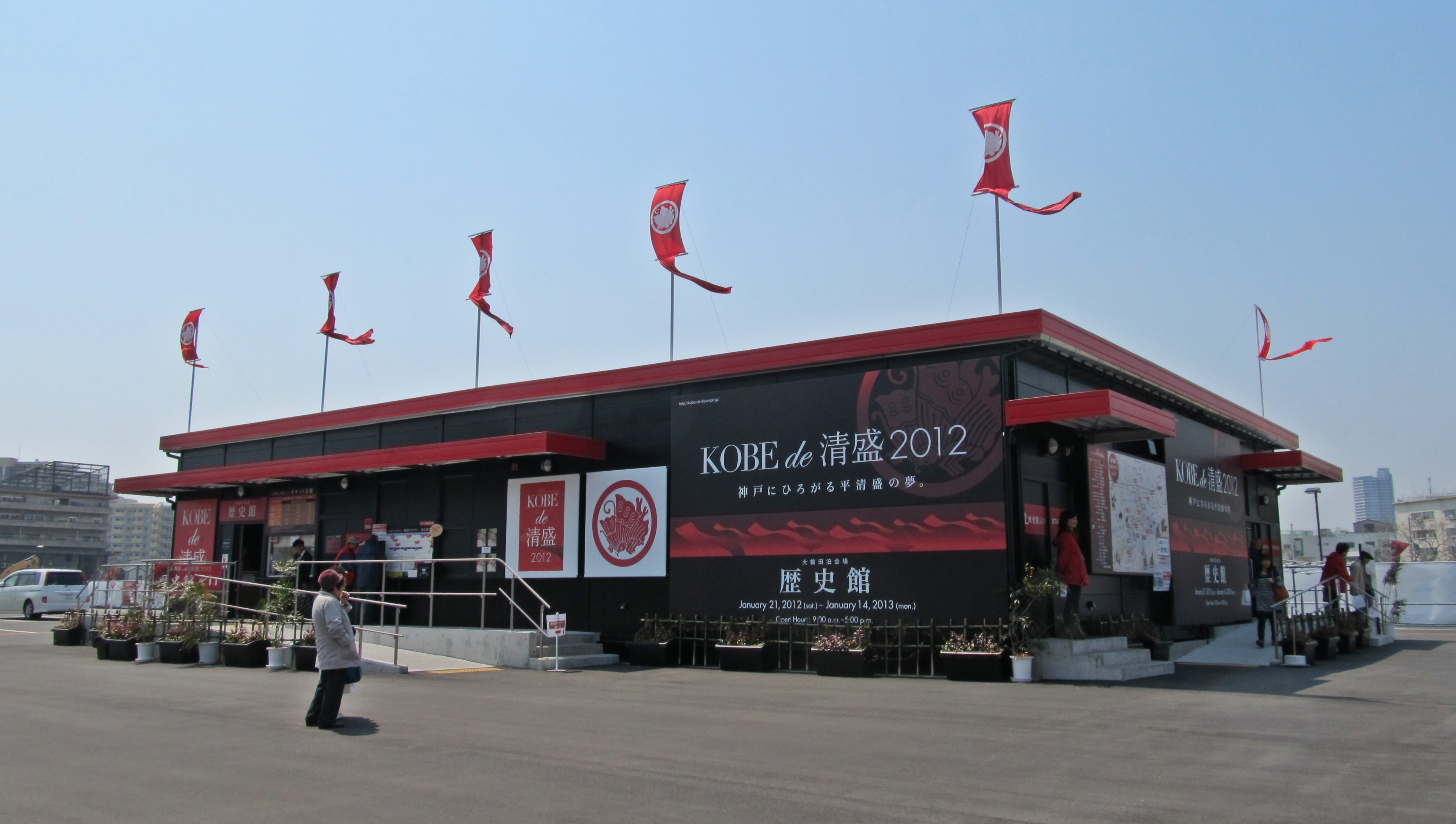

KOBE de 清盛 2012（こうべできよもり2012）は、兵庫県神戸市で2012年から2013年にかけて行われたイベント。

## 概要
平清盛 (NHK大河ドラマ) が放映されることを契機として、平清盛のゆかりの地である神戸市の魅力を発信し、神戸市の経済を活性化させることが目的とされていた。

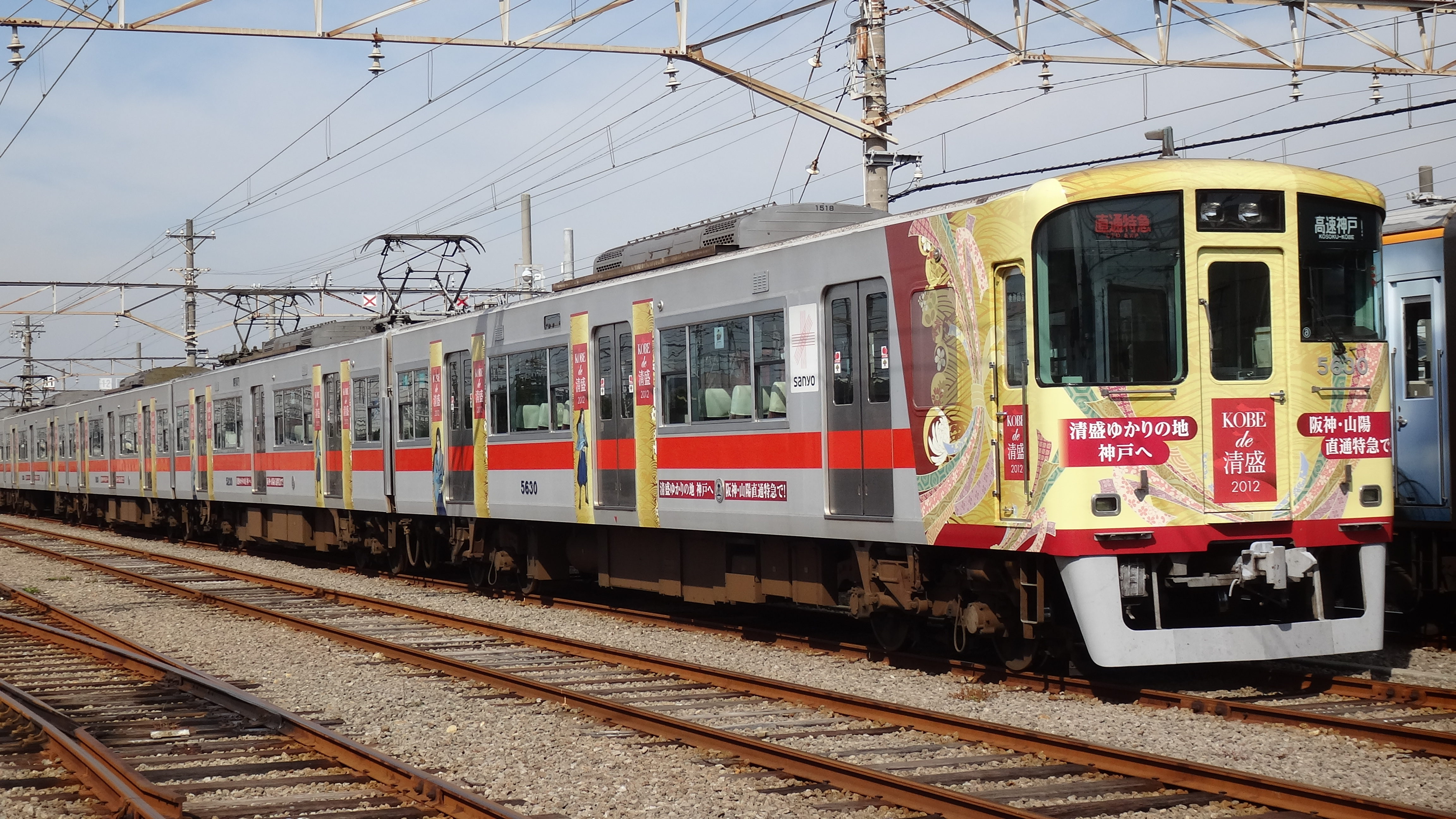

KOBE de 清盛 2012の一環として、中央区にはドラマ館が、兵庫区には歴史館が設けられた。ドラマ館のオープン当日には松山ケンイチと深田恭子がサプライズ登場した。神戸市によれば開催期間中には歴史観には31万人が、ドラマ館には26万人が来場していた。歴史館の跡地はイオンモール神戸南となっている。またPRキャラバン隊として神戸・清盛隊が結成された。
KOBE de 清盛 2012の開催期間中には、「KOBE de 清盛」1dayパスが発行されていた。これは、KOBE de 清盛 2012が開催されることにちなんで、関西圏の指定された区間の鉄道・バスが一日に限り載り放題になるというものであった。ドラマ館・歴史館の入場券も付いていた。